# Wienerfilharmonikernas nyårskonsert 1992
Wienerfilharmonikernas nyårskonsert 1992 räknas som den 52:a nyårskonserten från Wien och ägde rum den 1 januari 1992 i Wiens Musikverein. Det var den 34:e nyårskonserten vars 2:a del sändes på TV via Eurovision. Dirigent var för andra och sista gången Carlos Kleiber, som ersatte den avlidne Leonard Bernstein.

## Bakgrund
Strikt räknat var det Wienerfilharmonikernas 47:e nyårskonsert, eftersom det inte var förrän 1946 som namnet introducerades. Dessutom var det den 53:e Årsskifteskonserten, då det vid årsskiftet 1939/40 gavs en Außerordentliches Konzert (extraordinär konsert) av Wienerfilharmonikerna, som dock ägde rum på nyårsafton 1939. Från 1941 dirigerades nyårskonserten av Clemens Krauss, med undantag för åren 1946 och 1947 då Krauss förbjöds att dirigera på grund av sin närhet till nazistregimen och ersattes av Strausspecialisten Josef Krips.
Efter Clemens Krauss död 1955 följde Willi Boskovsky, konsertmästare i Wienerfilharmonikerna, som dirigerade konserten 25 gånger i rad. Från 1980 till 1986 följde sju konserter med dirigenten Lorin Maazel, som tjänstgjorde som chef för Wiener Staatsoper från 1982 till 1984. Därefter beslutade Wienerfilharmonikerna att bjuda in en ny dirigent varje år.
Bland de tre första inbjudna fanns dirigenter som hade haft ett betydande inflytande på orkestern på olika sätt under efterkrigstiden: Herbert von Karajan 1987, chef för Staatsoper 1957–1964, Claudio Abbado, musikchef för Staatsoper från 1986 och slutligen Carlos Kleiber 1989.

## Historia
Wienerfilharmonikernas nyårskonsert 1992 var tänkt att dirigeras av Leonard Bernstein, hedersmedlem i orkestern, men han dog i oktober 1990. Orkestern kontaktade Carlos Kleiber med en begäran om att ersätta Bernstein, också som ett minne av den enastående nyårskonserten 1989, som hade hyllats av både press och publik, som den exceptionella artisten hade dirigerat. Kleiber tackade ja.
Carlos Kleiber dirigerade nyårskonserten endast två gånger, 1989 och 1992. Båda konserterna betraktas i musikhistorien som absoluta höjdpunkter i tolkningen av verk av Strauss-dynastin. Förhållandet mellan Wienerfilharmonikerna och dirigenten var dock inte alltid friktionsfritt. 1982 inträffade en skandal: "En dag före en konsert i Musikverein stormade Carlos Kleiber ut ur repetitionen i raseri. Musikerna lyssnade inte på honom, sa han senare. Allt som filharmonikern fick från Kleiber var ett kort där det stod: "Har försvunnit i det blå". Stand-in Lorin Maazel flögs in med privatjet. Försoningen tog åratal."

Efter oenigheten skedde ett förnyat närmande via Wiener Staatsoper. 1985 lyckades operaregissören Egon Seefehlner engagera Carlos Kleiber för tre föreställningar av La Bohème. I och med det var isen bruten och till slut bjöd orkestern in dirigenten att ta över nyårskonserten 1989, samt 1992.
Dessa två konserter intar en speciell plats i institutionens historia, eftersom Kleiber var och betraktades som Johann Strauss-experten framför andra och hans tolkning av Ouvertyren till Läderlappen med Wienerfilharmonikerna som "det ultimata förverkligandet av detta musikstycke". Musikforskaren Peter Overbeck beskrev orsaken till den höga acceptansen av den "exceptionella dirigenten" (i samband med en recension av en repetitionsinspelning av Läderlappsouvertyren 2003) på följande sätt: "den sällsynta kombinationen av elegans, lätthet och entydighet i dirigeringen, i kombination med högsta musikalitet".
Konsertprogrammet var återigen starkt fokuserat på den Johann Strauss den yngre. Nio av de 15 verk som presenterades skrevs av honom, liksom två polkor och två valser av hans yngre bror Josef Strauss och den obligatoriska avslutningen med Radetzkymarschen av Johann Strauss den äldre. Upptakten till konserten var ouvertyren till Muntra fruarna i Windsor av Otto Nicolai, en hyllning till Wienerfilharmonikerna, eftersom Nicolai hade grundat orkestern. Förutom ouvertyr till Zigenarbaronen var konsertens höjdpunkter de tre stora valserna Dorfschwalben aus Österreich, Tausend und eine Nacht efter motiv från operetten Indigo och Sphärenklänge av Josef Strauss, samt den legendariska Tritsch-Tratsch-Polka. "Så vacker, så underbart mjuk, delikat och fint nyanserad ner till pricken över i:et och mycket spänd och nervig, kan man bara mycket sällan höra musiken från Firma Strauss Fader & Söner. Och inte ens vid Wienerfilharmonikernas traditionella nyårskonsert är detta på något sätt normen."
Så sent som 2014, i samband med nyårskonsertens 75-årsjubileum, kom man ihåg att "de två Kleiberkonserterna var bland de bästa, mest energiska under dessa 75 år". 1992 tog Kleiber över nyårskonserten i stället för Leonard Bernstein, som dog 1990. När filharmonikerna försökte övertala honom för en tredje nyårskonsert lär han ha sagt till orkesterns ordförande Werner Resel att två räckte och att han inte kunde le i två timmar.
Som har varit fallet varje år sedan 1980 var blomsterdekorationerna en gåva från den italienska staden San Remo.

## Stil och kroppsspråk
"Det som karaktäriserade Krauss Strausstolkningar var en säregen känsla för rubato, som är så väsentlig i denna musik. Bortsett från Carlos Kleiber och Herbert von Karajan har knappast någon efterträdare under flera decennier lyckats uppnå det. Medan von Karajan endast en gång stod på dirigentpulten bjöds Kleiber in två gånger (1989, 1992).
Enligt musikkritiker matchade dirigentens kroppsspråk, som ibland dansade och ibland till och med slutade dirigera (till exempel i Jokey-polka), perfekt med lättheten och glädjen hos Strauss-dynastins melodier. Även om denna genre kräver högsta koncentration i varje mått, lyckas Kleiber uppnå en känsla av absolut avkoppling genom ansiktsuttryck och gester och samtidigt leda orkestern exakt och noggrant genom programmet. Frankfurter Allgemeine Zeitung rapporterade i sin tur om en radiointervju med Kleiber 1960, där maestron sa att operetten var "ungefär det svåraste som finns". Hans far Erich Kleiber lärde honom att "operett är där du lär dig att dirigera bäst". Han skulle nu stå framför en av världens bästa orkestrar och styra processen med ett minimum av insatser, ibland med en stor gest. Tidigare Staatsoper-regissören Ioan Holender beskrev Kleibers dirigering som "ouppnåeliga stora ögonblick" och han betraktad Kleiber som den största dirigenten, den "största musiker av alla".

## Program

### 1:a delen
- Otto Nicolai: Ouvertyr till den komiska operan Muntra fruarna i Windsor (Speltid 08:56 Minuten)
- Johann Strauss den yngre: Stadt und Land, Polka mazur, op. 322 (04:24)
- Josef Strauss: Dorfschwalben aus Österreich, Vals, op. 164 (08:34)
- Josef Strauss: Feuerfest, Polka française, op. 269
- Johann Strauss den yngre: Vergnügungszug, Polka schnell, op. 281 (02:49)

### 2:a delen
- Johann Strauss den yngre: Ouvertyr till operetten Zigenarbaronen
- Johann Strauss den yngre: Tausend und eine Nacht, Vals, op. 346 (08:20)
- Johann Strauss den yngre: Neue Pizzicato-Polka, op. 449
- Johann Strauss den yngre: Persischer Marsch, op. 289 (01:51)
- Johann Strauss den yngre: Tritsch-Tratsch-Polka, Polka, op. 214 (02:46)*
- Josef Strauss: Sphärenklänge, Vals, op. 235 (09:19)
- Johann Strauss den yngre: Unter Donner und Blitz, Polka schnell, op. 324 (03:13)

### Extranummer
- Josef Strauss: Jokey-Polka , Polka schnell, op. 278
- Johann Strauss den yngre: An der schönen blauen Donau, Vals, op. 314
- Johann Strauss den äldre: Radetzkymarsch, op. 228

Verkförteckningen och verkens ordning finns på Wienerfilharmonikernas webbplats. Speltiderna är hämtade från den första utgivnings-CD:n, ingen tidsindikation betyder att detta musikstycke inte släpptes på CD.
* Tritsch-Tratsch-Polka är ingen "Polka schnell" (Snabbpolka) i egentlig mening, den beteckningen användes av Johann Strauss den yngre först med op. 281 (Vergnügungszug (Polka schnell)).

## Inspelningar
Konserten släpptes 1992 av Deutsche Grammophon på två CD.

## Weblänkar
- Program för nyårskonserten 1992 på wienerphilharmoniker.at
- Wienerfilharmonikernas nyårskonsert 1992 på Youtube
- Wienerfilharmonikernas nyårskonsert 1992 på Youtube